# Districte de Saint-Claude
El Districte de Saint-Claude és un dels tres districtes del departament francès del Jura a la regió de Borgonya-Franc Comtat. Té 5 cantons i 70 municipis. El cap del districte és la sotsprefectura de Saint-Claude. Té una extensió de 957,8 Km2 i una població de 48.083 habitants segons cens de 2022.

## Cantons
cantó de Les Bouchoux - cantó de Moirans-en-Montagne - cantó de Morez - cantó de Saint-Claude (Jura) - cantó de Saint-Laurent-en-Grandvaux